# Erich Vogel (Fussballtrainer)
Erich Vogel (* 3. Januar 1939) ist ein ehemaliger Schweizer Fussballtrainer und Manager.

## Privatleben
Erich Vogel wuchs als Metzgerssohn im Zürcher Industriequartier auf. Er studierte in Zürich und Paris Literatur, Soziologie und Theater.
Im September 2014 wurde Vogel verhaftet und sass 20 Tage in Untersuchungshaft. Er wurde vom Bezirksgericht Zürich wegen Gehilfenschaft zu versuchter Erpressung zu einer bedingten Geldstrafe von 90 Tagessätzen à 150 Franken verurteilt, weil er zusammen mit dem Spielervermittler Peter Bozzetti den damaligen Sportchef der BSC Young Boys, Fredy Bickel, unter Druck setzte.
Vogel ist verwitwet und wohnt in Uitikon Waldegg.

## Karriere
Mit dreizehn Jahren schloss sich Vogel dem Grasshopper Club Zürich an, wo er ins Kader der ersten Mannschaft gelangt sein soll, wenngleich er dort ohne Einsatz blieb.  
1973 bis zu seiner Entlassung im März 1976 war Vogel zusammen mit István Szabó beim Grasshopper Club Trainer. 1974 gelang ihm hier die Vizemeisterschaft. Von April 1978 bis Oktober 1979, als er nach dem 10. Spieltag durch den Jugoslawen Lev Mantula ersetzt wurde, trainierte er den in jener Zeit stark abstiegsgefährdeten Neuchâtel Xamax FC. Von Mitte 1981 bis Ende 1983 war er Trainer der Schweizer U-21-Nationalmannschaft. 
Seinen Einstieg ins Sportmanagement machte er 1986 beim FC Aarau, wo er bis 1988 blieb. Als Sportchef des GCZ von 1988 bis 1999 feierte er 1990, 1991, 1995, 1996 und 1998 Meistertitel sowie 1989, 1990 und 1994 den Gewinn des Cups. Zweimal gelang die Qualifikation zur Champions League. 1996 unterbreitete ihm der Schweizer Schiedsrichter Kurt Röthlisberger ein Angebot, den belarussischen Schiedsrichter Wadsim Schuk zu bestechen und damit den Ausgang des Champions League Rückspiels gegen AJ Auxerre zu beeinflussen. Vogel brachte dies bei der UEFA zur Kenntnis, was zu einer lebenslangen Sperre für Röthlisberger führte.
2000 war er Sportchef beim FC Basel und 2001 bis 2002 beim FC Zürich. Von 2007 bis 2009 war er wieder beim Grasshopper Club Zürich, diesmal als Vizepräsident und Sportchef, tätig. Er gilt als Entdecker vieler Schweizer Fussballtalente und soll unter anderem 2006 auch wesentlich beim Transfer von Raúl Bobadilla von River Plate zum Zweitligisten FC Concordia Basel beteiligt gewesen sein. 
In den 2020ern nahm Vogel als Berater des GC-Investors Heinz Spross Einfluss auf die GC-Frauen. Sein Tätigwerden in diesem Umfeld, ohne offizielle Funktion, brachte die NZZ 2024 in den Zusammenhang mit dem Abgang der Generalmanagerin der GC-Frauen, Lara Dickenmann.